# FNX (Rapper)

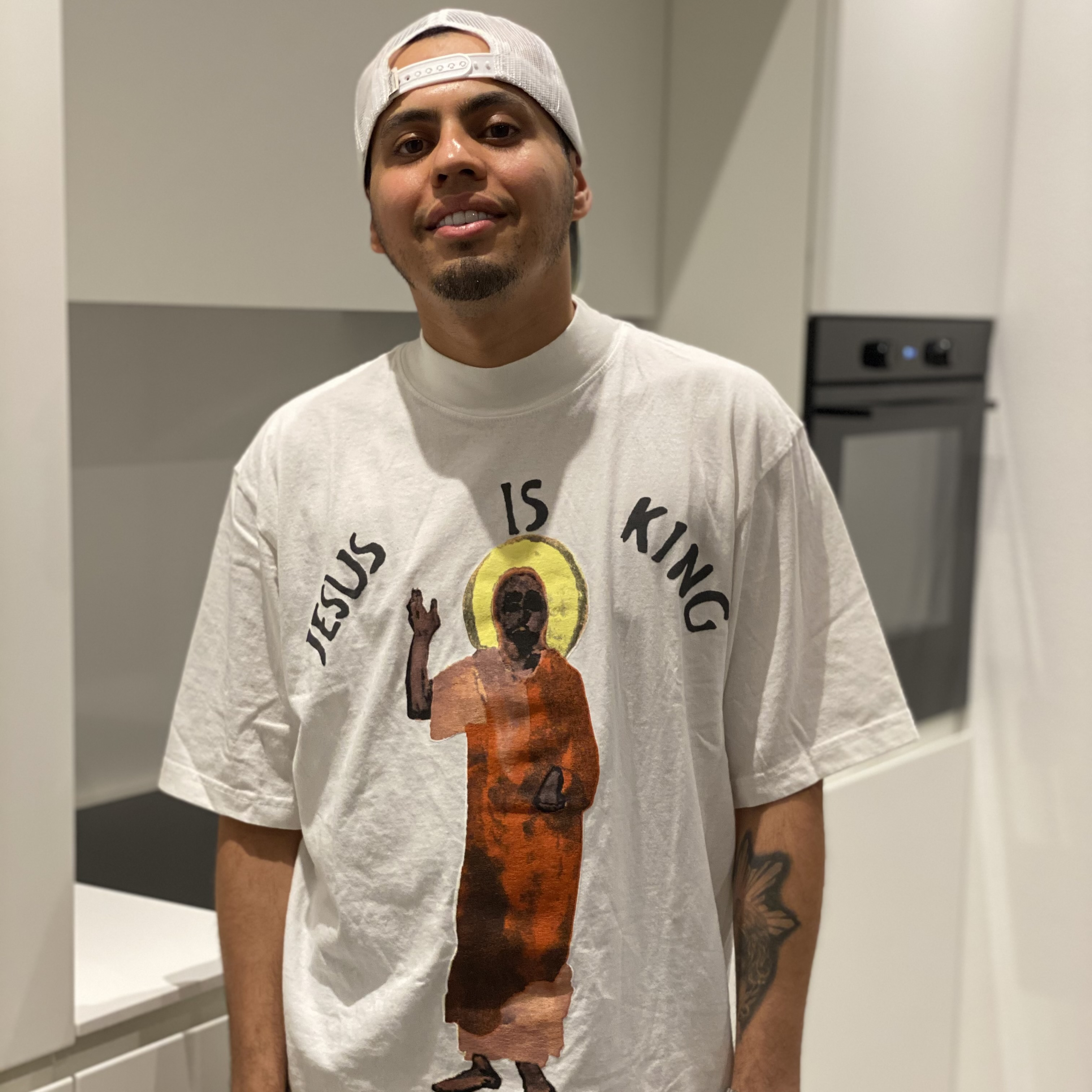
FNX GOSPEL INSPIRATION 2021

Luiz Fernando Farias de Almeida (* 14. November 1989 in Ananindeua, Pará, Brasilien), bekannt als FNX, ist ein in der Schweiz lebender Rapper, Komponist, Musikproduzent und Unternehmer. Er hat mit mehreren Hip-Hop-Künstlern wie Dj Cia, Raffa Moreira und Mboss zusammengearbeitet.

## Leben
FNX wurde am 14. November 1989 in der Stadt Ananindeua, Belém, als Sohn eines Musikers und einer Hausfrau geboren. In seiner Kindheit im Norden Brasiliens wuchs er mit fünf Familienmitgliedern in einem Holzhaus auf.
Im Jahr 2003 heiratete seine Mutter einen Schweizer und FNX zog deshalb mit 14 Jahren nach Europa, in die Schweiz. Er wuchs in Turgi und Baden auf, wo er die Oberstufe besuchte. Bereits mit 17 Jahren entdeckte FNX seine Leidenschaft für die Musik, da er im Jugendtreff auf die Idee kam, selber mit rappen zu beginnen.
Er ist verheiratet mit Anja Farias de Almeida. Zusammen haben sie einen Sohn Liam Farias de Almeida, geboren 2020. FNX spricht fließend Schweizerdeutsch, Deutsch, Portugiesisch und Englisch.

## Karriere
Seit 2005 experimentiert er mit verschiedenen Rap-Kompositionen, FNX begann seine professionelle Karriere 2013 mit der Veröffentlichung seines ersten Songs und startete 2014 einige musikalische Partnerschaften. Im Jahr 2017 unterschrieb er einen Vertrag beim Label RZO BeatLoko unter der Leitung von DJ Cia und brachte das von Moreno Donadio produzierte Mixtape oSHOW auf den Markt.
2018 veröffentlichte er Mochila MCM und oJOGO in Zusammenarbeit mit Raffa Moreira; und Mask Off, mit der Teilnahme von Predella, Rapper der Gruppe Costa Gold. FNX erklärte damals, dass er seit Beginn seiner musikalischen Karriere die Vision hatte, der erste europäische Musiker in der brasilianischen Hip-Hop-Szene zu sein.
Nach einigen Veröffentlichungen im Jahr 2019, schaffte es FNX anfangs Jahr 2020 mit seinem Track Rival ins Schweizer Radio SRF, wo dieses Lied als Schweizer Song der Woche kategorisiert wurde. Im Januar 2021 veröffentlichte er den Track Balenciaga o Fendi, mit dem italienischen Trapper MBoss und MKthePlug.

## Musikstil
Seine Texte wechseln zwischen politisch aufgeladenen Themen, Liebesliedern und Partysongs. Als in Europa lebender brasilianischer Rapper geht er auch auf die Schwierigkeiten und Vorurteile ausländischer Künstler ein.

## Diskografie (Auswahl)

### Mixtapes
- 2017: oSHOW
- 2019: PBFSNE (PRIMEIRO BRASILEIRO FAZENDO SUCESSO NA EUROPA)

### Singles
- 2013: Super Bros
- 2017: Me Entende
- 2017: Compromisso
- 2018: Vitrine
- 2018: Diamantes
- 2019: Cannes
- 2019: Top10
- 2019: Comeback
- 2020: Rival
- 2020: Starboy
- 2020: Cream
- 2020: RUA
- 2021: Jesus Love
- 2021: Zona

### Gastbeiträge
- 2013: Vida Real (Merlin Alexander feat. FNX)
- 2014: 1012NL (Merlin Alexander feat. FNX)
- 2016: Classic (Akil the MC feat. FNX)
- 2017: oSHOW (Dj Cia feat. FNX)
- 2017: RAPBOX Brasil€uro (BR55 feat. FNX)
- 2017: Emoção (Jé Santiago feat. FNX)
- 2018: Mochila MCM (Raffa Moreira feat. FNX)
- 2018: oJOGO (Raffa Moreira feat. FNX)
- 2018: Mask Off (Predella feat. FNX)
- 2021: Balenciaga o Fendi (Mboss feat. FNX)